# مبلمر موصل

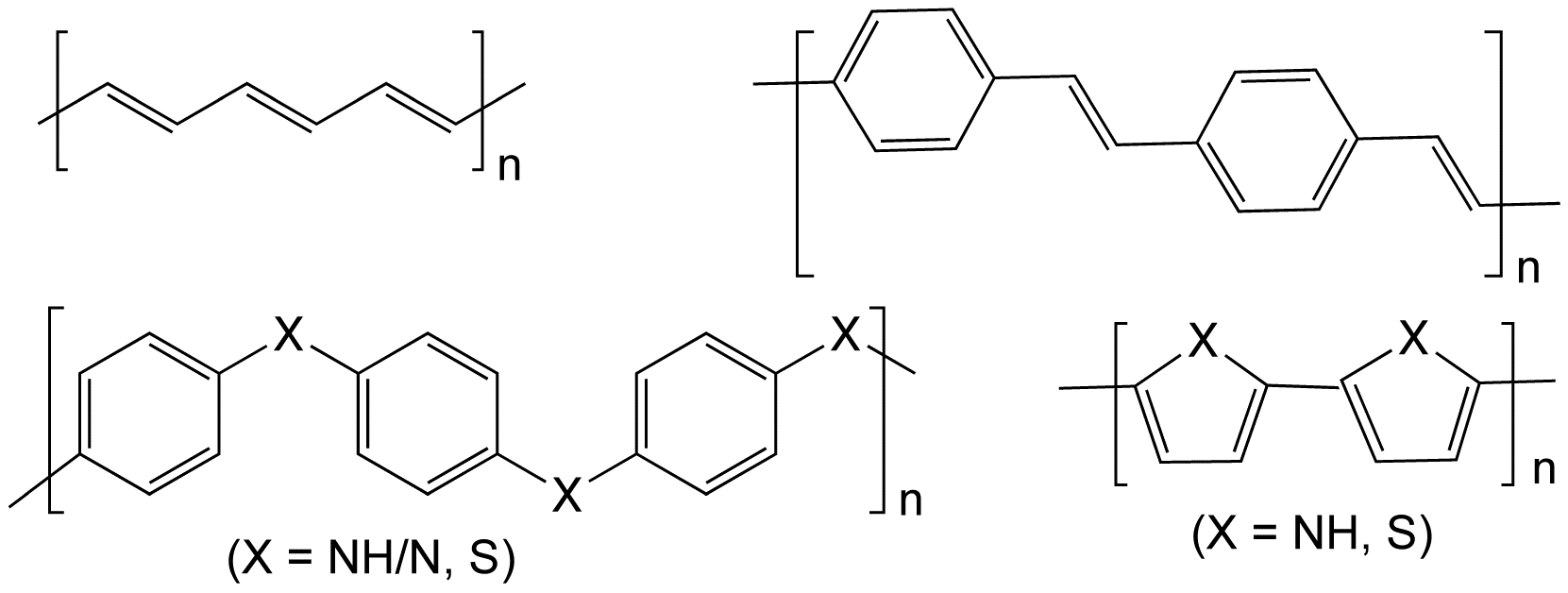

البوليمرات الموصلة أو المكثورات الموصلة أو المبلمرات الموصلة نوع من المبلمرات الموصلة للكهرباء. ولها استخدامات كثيرة منها الأنف الإلكتروني حيث هي تلعب المبلمرات الموصلة دور المجسات، فإذا رش عطر ما، يتحسس المبلمر الموصل ويرسل موجات كهرومغناطيسية إلى الأعصاب على أنه أنف طبيعي.